# Israel nos Jogos Olímpicos de Verão de 1972
Israel competiu nos Jogos Olímpicos de Verão de 1972, realizados em Munique, Alemanha Ocidental.